# 松本三和夫
松本 三和夫（まつもと みわお、1953年 - ）は、科学技術社会学者。事業構想大学院大学教授。東京大学名誉教授。

## 経歴
1981年、東京大学大学院社会学研究科博士課程単位取得退学、1982年、城西大学専任講師、1985年、助教授、1993年、東京大学社会学博士。1995年、城西大学教授、1996年、東京大学大学院人文社会系研究科助教授（社会学）、2003年、教授。2007年12月15日、歴代の学部ゼミ生20数名による松本ゼミ総会が開催された。2018年定年退任、名誉教授。2018年4月から事業構想大学院大学教授就任。

## 著書
- 『船の科学技術革命と産業社会 イギリスと日本の比較社会学』同文館出版, 1995
- 『科学技術社会学の理論』木鐸社 1998　（→『科学社会学の理論』講談社学術文庫 2016）
- 『知の失敗と社会 科学技術はなぜ社会にとって問題か』岩波書店 2002
- 『テクノサイエンス・リスクと社会学　科学社会学の新たな展開』東京大学出版会 2009
- 『構造災 　科学技術社会に潜む危機』岩波新書　2012

共編著
- 『エネルギー技術の社会意思決定』鈴木達治郎,城山英明共編著 日本評論社 2007